# Dasylirion durangense
Dasylirion durangense är en sparrisväxtart som beskrevs av William Trelease. Dasylirion durangense ingår i släktet Dasylirion, och familjen sparrisväxter. Inga underarter finns listade i Catalogue of Life.

## Bildgalleri

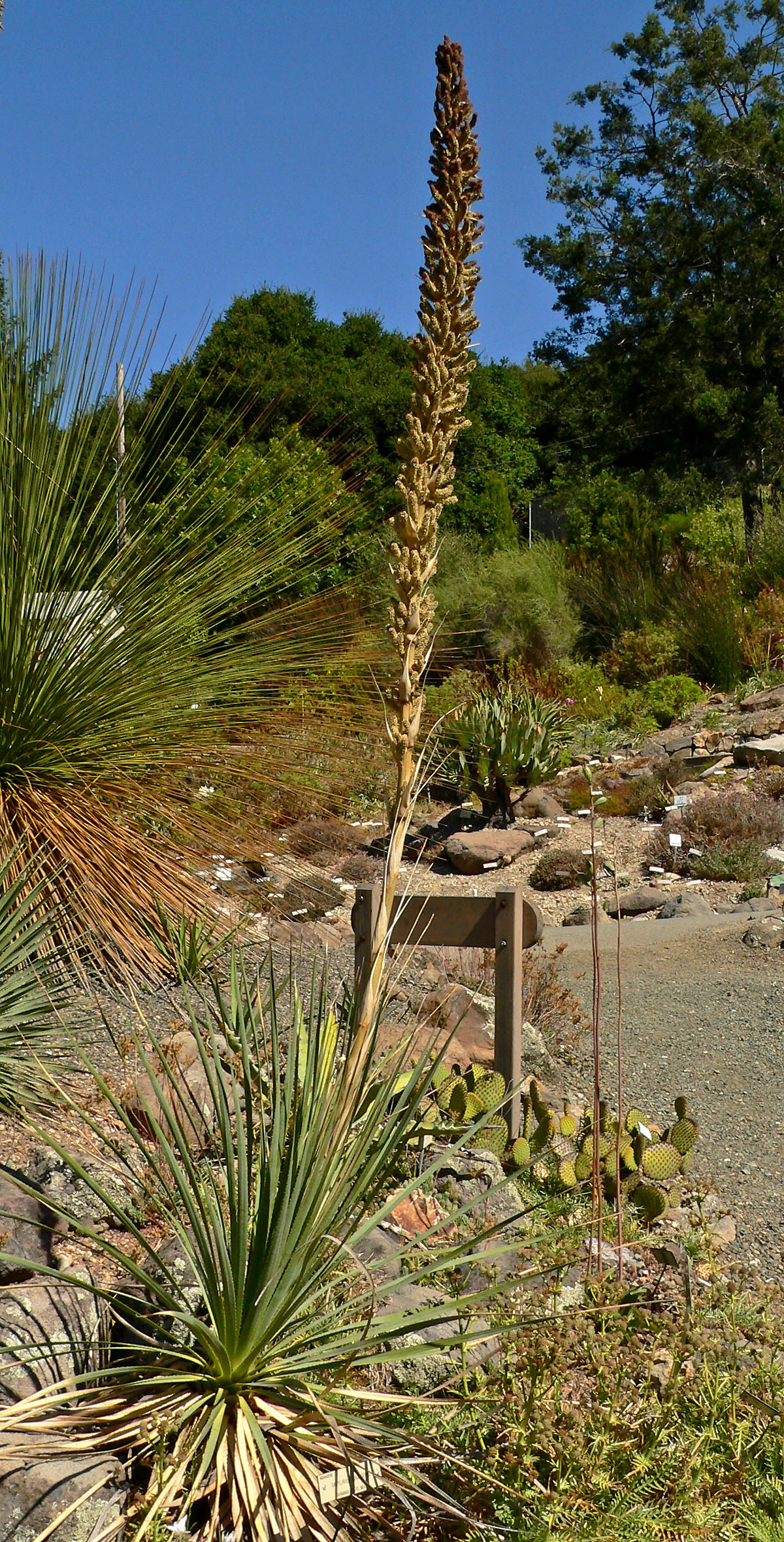
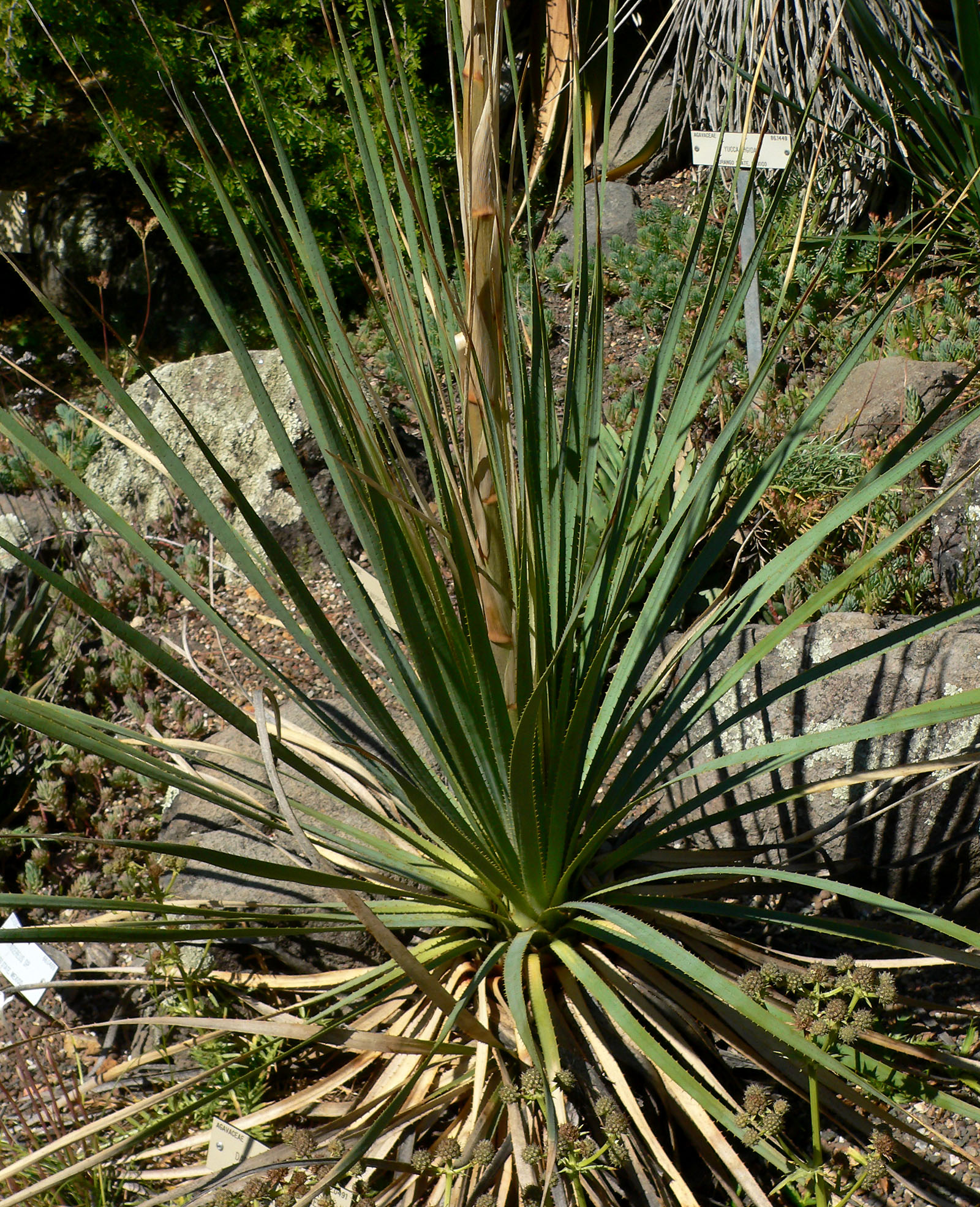
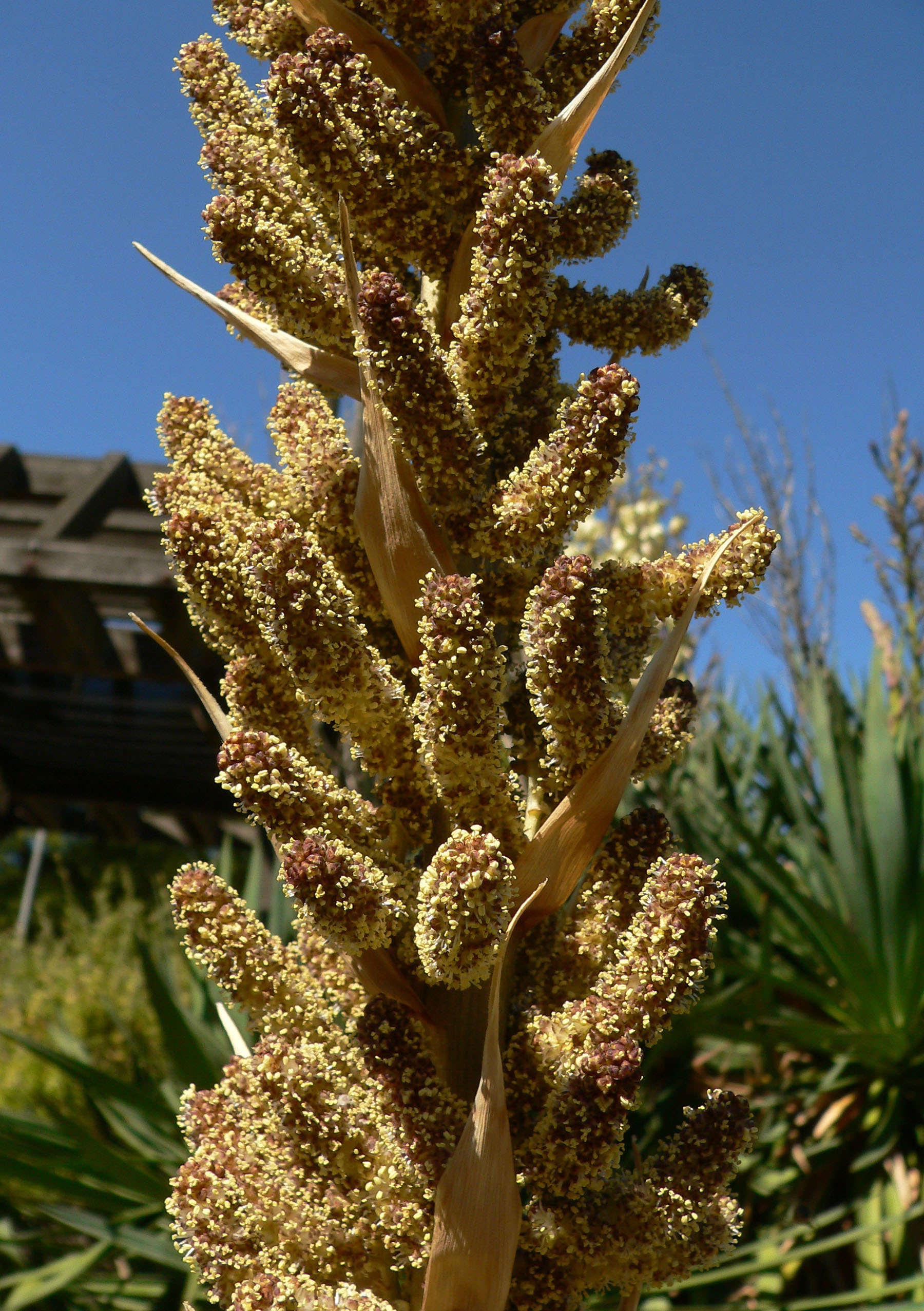
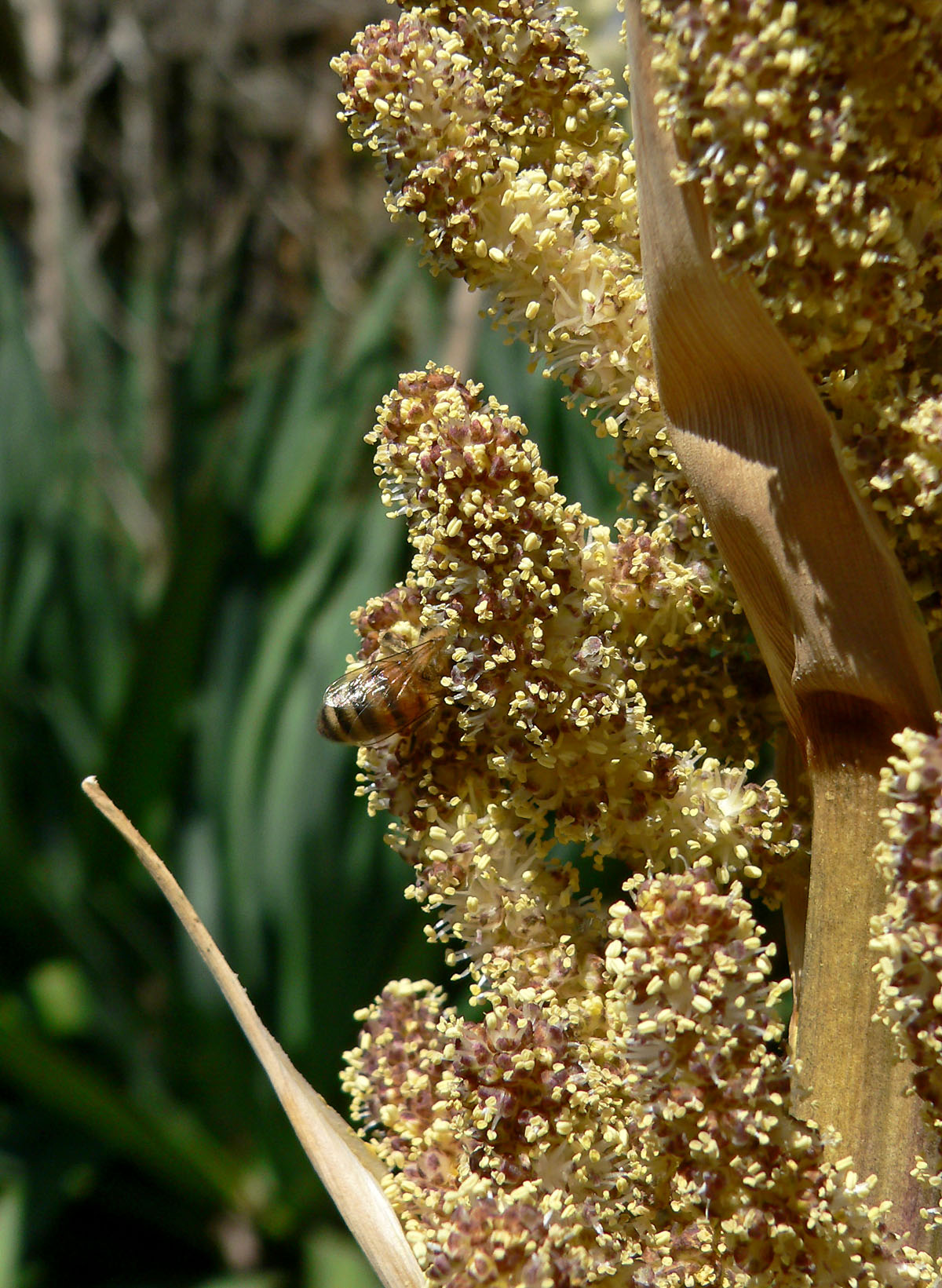
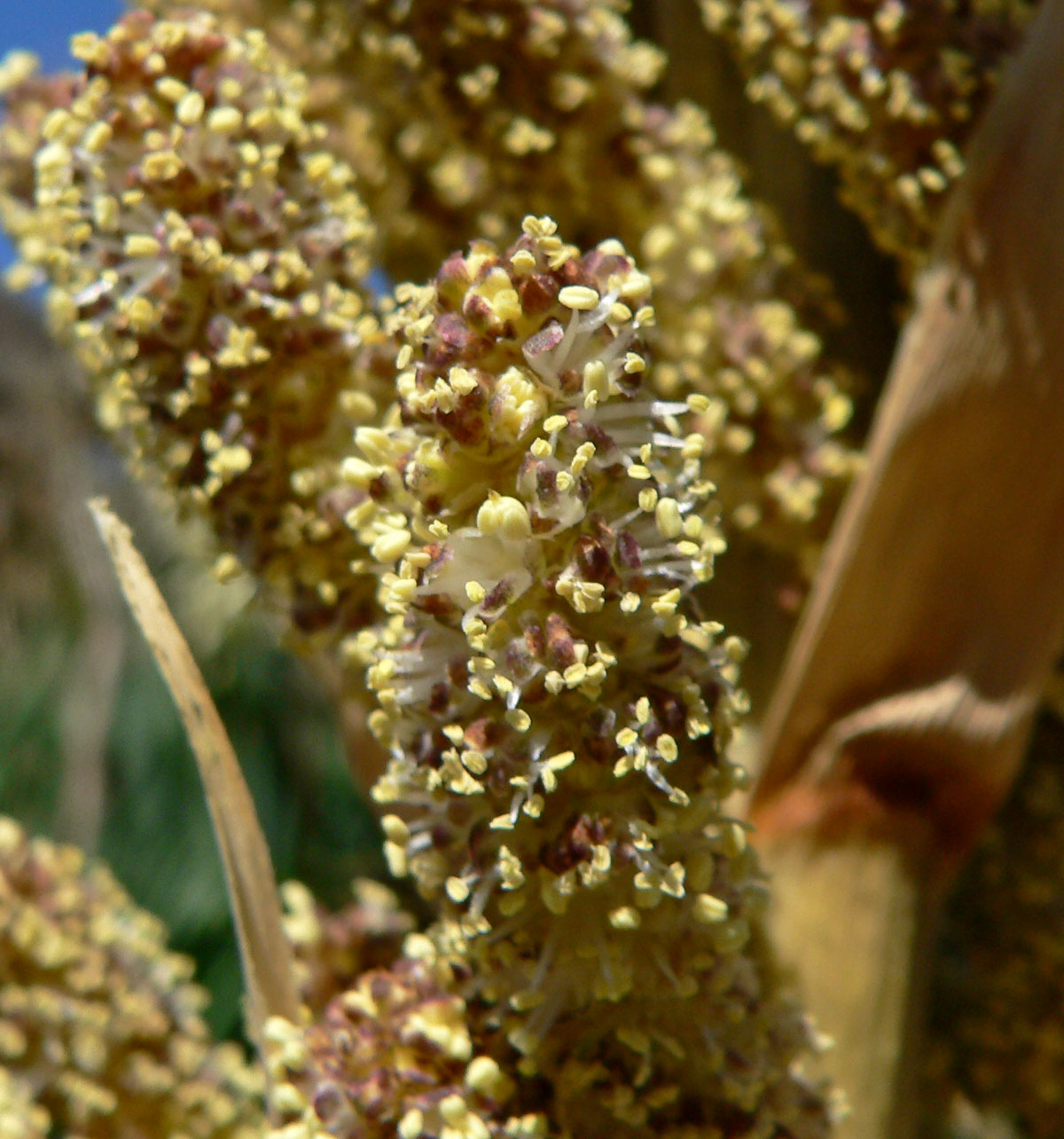